# Lavazan
Lavazan é uma comuna francesa na região administrativa da Nova Aquitânia, no departamento da Gironda. Estende-se por uma área de 9 km². Em 2010 a comuna tinha 227 habitantes (densidade: 25,2 hab./km²).